# 金ケ崎町田園バス

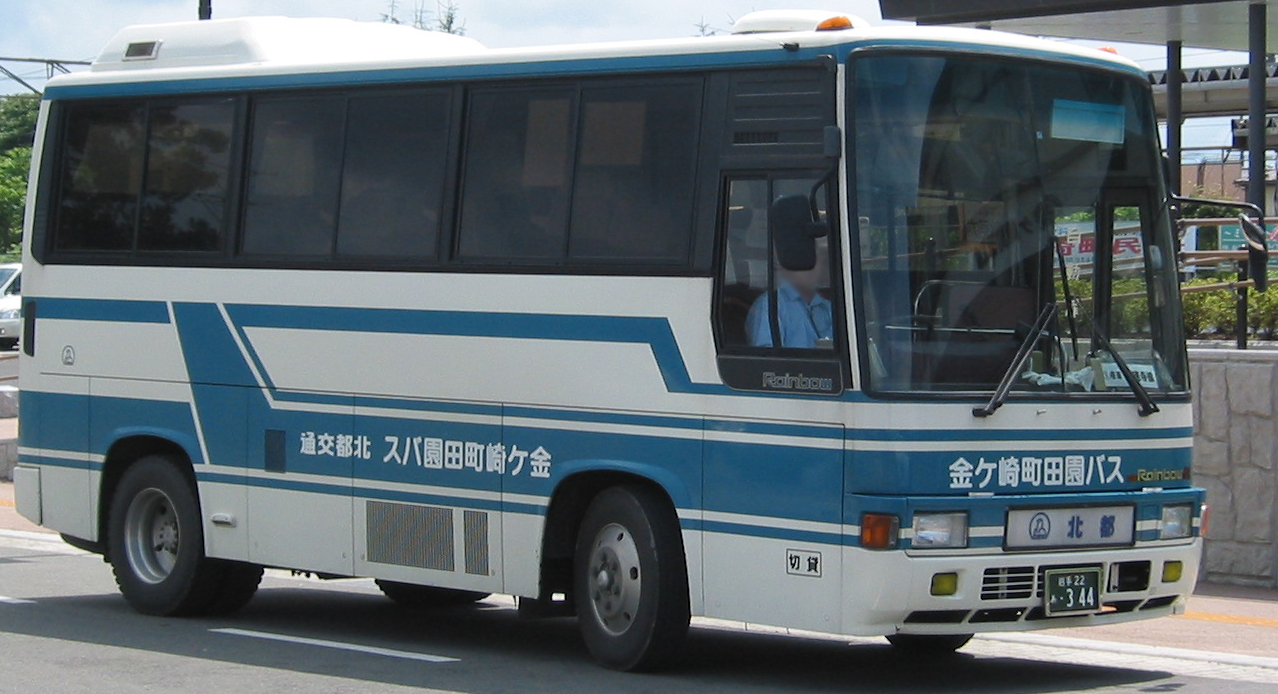
金ケ崎町田園バス（1号車）
日野・レインボー7M（CH系）
過去の車両

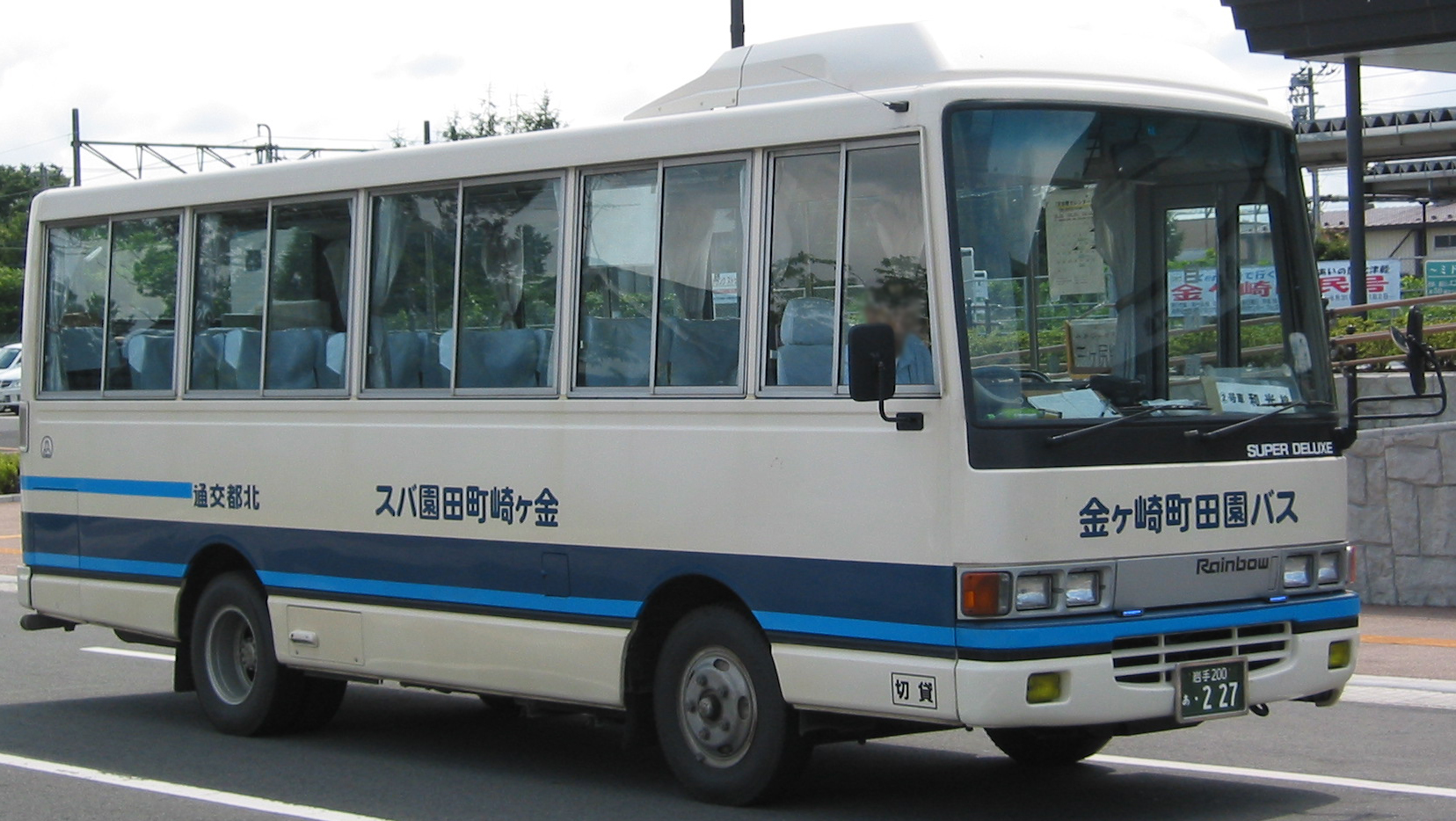
金ケ崎町田園バス（2号車）
日野・レインボーRB（RB系）
過去の車両

金ケ崎町田園バス（かねがさきちょうでんえんバス）は、岩手県胆沢郡金ケ崎町が運行するコミュニティバスである。2000年（平成12年）5月8日に運行開始した「金ケ崎町健康福祉バス」（かねがさきちょうけんこうふくしバス）を前身とする。2004年（平成16年）5月6日より「金ケ崎町田園バス」へ移行した。運行は健康福祉バス時代から長らく株式会社北都交通に委託されていたが、同社のバス事業廃業に伴い2021年4月より町内の事業者である共栄運輸に委託先を変更している。

## 概要
2000年（平成12年）5月8日に「金ケ崎町健康福祉バス」として北都交通が運行を受託し、大型バス2台、5路線で運行開始した。2004年（平成16年）5月6日より「金ケ崎町田園バス」へ移行して引き続き北都交通が運行を受託し、大型バス2台・小型バス1台、6路線で運行開始した。
2021年（令和3年）4月1日より、委託先を共栄運輸に変更。

## 運行内容
- 運賃は1乗車につき100円均一、未就学児と障がい者は運賃無料。
- 各路線とも朝・昼・夕の1日3回運行。
- 土曜・日曜・祝日と年末年始（12月29日～1月3日）は運休。

## 路線
以下の6路線が運行されている。JR東北本線金ケ崎駅と金ケ崎町生きがい交流センターなどの公共施設、イオン金ケ崎ショッピングセンター（イオンスーパーセンター金ケ崎店）や個人商店などを結んでいる。冬季は一部路線で運行区間の変更や短縮がある。
六原線
- 金ケ崎駅 - 生きがい交流センター - 東町 - 二日町 - 遠谷巾消防センター - 真栄木 - 東町 - 生きがい交流センター - 金ケ崎駅

永徳寺線
- 生きがい交流センター - 金ケ崎駅 - 毘沙門入口 - みどりの郷 - 上百岡集会所前 - 平林 - 高梨会館前 - 小歩 - 高梨会館前 - 細越 - 上百岡集会所前 - 百岡公民館前 - 毘沙門入口 - 金ケ崎駅 - 生きがい交流センター

和光線
- 金ケ崎駅 - 生きがい交流センター - 柏商店前 - 金ヶ崎温泉 - 駒丘 - 駒丘入口 - 高谷野原十文字 - 柏商店前 - 生きがい交流センター - 金ケ崎駅

三ヶ尻線
- 生きがい交流センター - 金ケ崎駅 - イオンスーパーセンター - 下平沢十文字 - 改断生活館 - イオンスーパーセンター - 金ケ崎駅 - 生きがい交流センター

細野線
- 生きがい交流センター - 金ケ崎駅 - 千田商店前 - 長坂 - 二ツ谷 - 大森十字路 - 細野 - 中山 - 細野 - 鳥ノ海 - 二ツ谷 - 上谷地 - 千田商店前 - 金ケ崎駅 - 生きがい交流センター

西根線
- 金ケ崎駅 - 生きがい交流センター - 高谷野原十文字 - 長志田会館 - 千貫石温泉 - 駒丘入口 - 高谷野原十文字 - 生きがい交流センター - 金ケ崎駅

## 車両
3台の車両を使用し、1台で2路線を担当する運用になっている。
トヨタ・ハイエース、三菱ふそう・ローザ、トヨタ・コースター（3代目）が使用される。2018年12月、新型車両としてトヨタ・コースター（4代目）が導入された。
- 過去の車両
  - 1号車：日野・レインボー7M（CH系）
  - 2号車：日野・レインボーRB（RB系）
  - 3号車：日産ディーゼル・RM（富士重工業8B車体）- 増車された移籍車